# تنغ كرم (مقاطعة فسا)
تنغ كرم (بالفارسية: تنگ کرم) هي قرية تقع في قسم كوشك قاضي الريفي في إيران. يقدر عدد سكانها بـ 2,052 نسمة .